# Парламентские выборы в Туркменистане (2018)
Очередные выборы в Меджлис Туркменистана состоялись 25 марта 2018 года, одновременно с региональными (велаятскими) выборами. Это были шестые по счёту парламентские выборы в независимом Туркменистане. Для выборов стало достаточным проведение одного тура.

## Избирательная система
Все 125 депутатских мандатов в Меджлис Туркменистана были избраны в одномандатных избирательных округах, по системе относительного большинства голосов.

## Участники
На выборы 2018 года были допущены все три официально зарегистрированные политические партии Туркменистана — Демократическая партия, Партия промышленников и предпринимателей, Аграрная партия, а также «Кандидаты от инициативных групп избирателей» — состоящие из независимых и беспартийных, а также из членов вышеупомянутых трёх партий, выдвинутых на выборы инициативными группами избирателей.
На выборы не были допущены партии и движения, представляющие внесистемную реальную туркменскую оппозицию, которые запрещены на территории Туркменистана. Наиболее влиятельные из них: Народно-демократическое движение «Агзыбирлик», Республиканская партия Туркменистана, Коммунистическая партия Туркменистана, Либерально-демократическая партия Туркменистана, Союз демократических сил Туркменистана, Партия «Ватан», Движение «Возрождение» и Народно-демократическое движение Туркменистана.
| Партия                                                 | Лидер              | Примечания |
| ------------------------------------------------------ | ------------------ | --- |
| Демократическая партия Туркменистана                   | Касымгулы Бабаев   | Крупнейшая и правящая партия с момента независимости страны, являющаяся пропрезидентской и провластной.                        |
| Партия промышленников и предпринимателей Туркменистана | Сапармырат Овганов | Основана в 2012 году. Полностью является провластной, но формально считая себя конструктивной оппозицией.                      |
| Аграрная партия Туркменистана                          | Реджеп Базаров     | Основана в 2014 году. Аналогично является провластной, формально считая себя оппозицией конструктивной.                        |
| Кандидаты от инициативных групп избирателей            | Нет лидера         | Независимые и беспартийные, а также члены вышеупомянутых трёх партий, выдвинутые на выборы инициативными группами избирателей. |

## Результаты
Из Ашхабада были избраны 16 депутатов, из Ахалского велаята — 15, из Балканского велаята — 10, из Марыйского велаята — 29, из Лебапского велаята — 28, из Дашогузского велаята — 27 депутатов.
| Партия | Партия                                                 | Голоса    | %     | Места | +/–   |
| --- | ------------------------------------------------------ | --------- | ----- | ----- | ----- |
| | Демократическая партия Туркменистана                   |           |       | 55    | +8    |
| | Партия промышленников и предпринимателей Туркменистана |           |       | 11    | -3    |
| | Аграрная партия Туркменистана                          |           |       | 11    | Новая |
| | Независимые                                            |           |       | 48    | +41   |
| Недействительные/испорченные бланки                                                                                  | Недействительные/испорченные бланки                    |           | –     | –     | –     |
| Всего | Всего                                                  | 3 017 801 | 100   | 125   | 0     |
| Зарегистрированные избиратели/явка                                                                                   | Зарегистрированные избиратели/явка                     | 3 291 312 | 91,69 | –     | –     |
| Источник: CEC Архивная копия от 1 мая 2018 на Wayback Machine, IPU Архивная копия от 23 июля 2018 на Wayback Machine |                                                        |           |       |       |       |